# Amphilimna granulosa
Amphilimna granulosa is een slangster uit de familie Amphiuridae.
De wetenschappelijke naam van de soort werd in 1989 gepubliceerd door Yulin Liao.